# Goniocidarinae
De Goniocidarinae zijn een onderfamilie van de Cidaridae, een familie van zee-egels uit de orde Cidaroida.

## Geslachten
- Austrocidaris H.L. Clark, 1907
- Goniocidaris Desor, 1846
- Ogmocidaris Mortensen, 1921
- Psilocidaris Mortensen, 1927
- Rhopalocidaris Mortensen, 1927
- Schizocidaris Mortensen, 1903